# Estación de Archena-Fortuna
Archena-Fortuna es un apeadero ferroviario situado en el municipio español de Molina de Segura, en la pedanía de Campotéjar, punto intermedio entre Archena al oeste y Fortuna al este, en la Región de Murcia. En la actualidad carece de servicio de viajeros.

## Situación ferroviaria
Las instalaciones se encuentran en el punto kilométrico 433 de la línea de ancho ibérico Chinchilla-Cartagena, a 147 metros de altitud. El elevado kilometraje se debe a que es Madrid la que se toma como kilómetro cero de la línea y no Chinchilla. El tramo es de vía única y está sin electrificar. 

## Historia
La estación fue abierta al servicio el 8 de octubre de 1864 con la puesta en funcionamiento del tramo Murcia-Cieza de la línea que pretendía prolongar la línea Madrid-Alicante hasta Murcia y Cartagena. MZA propietaria del trazado del cual nacía la derivación en Albacete se encargó de las obras. En 1941, con la nacionalización de la totalidad de la red ferroviaria española la estación pasó a ser gestionada por RENFE. Desde el 31 de diciembre de 2004 Renfe Operadora explota la línea mientras que Adif es la titular de las instalaciones ferroviarias.
Fue una estación ideada para dar servicio a los muchos visitantes que acudían al conocido Balneario de Archena o también a los Baños de Fortuna-Leana.
A partir del 1 de marzo de 2022, por obras del corredor mediterráneo y del soterramiento a su paso por Murcia, es estación terminal de la línea Chinchilla-Cartagena, continuando así el trayecto mediante un transbordo con autobús en la misma estación. Para ello, se realizaron obras de acondicionamiento del edificio de la estación.
Sin embargo, el 1 de septiembre de 2022 se sustituyó el recorrido Archena-Albacete por un autobús para todos los trenes, excepto el único Intercity directo con Madrid hasta el momento, además semanal, el Madrid-Águilas, siguiendo con el recorrido en autobús desde Águilas hasta Archena. Actualmente, se encuentra suspendido.